# 明天 (小说)
《明天》，出自中国近代著名文豪鲁迅之手，整理于《吶喊》文集。
鲁迅在文中着力描绘妇女悲惨命运的小说，描写寡妇单四嫂痛失独子，以及社会中人们的无情冷漠。一些学者主张，在文章中作者保持了一贯的尖锐讽刺，用“明天”为名，描绘一个没有“明天”的丧子寡妇，也对当时社会的失望。